# دنيس ترودو
دنيس ترودو هو مقدم برامج إذاعية ومقدم تلفزيوني وصحفي ومذيع أخبار كندي، ولد في القرن العشرين.